# Rittergüter in Berlingerode
Die Rittergüter in Berlingerode waren mehrere Rittergüter in Berlingerode im nördlichen Landkreis Eichsfeld in Thüringen.

## Geschichte
Das Gebiet um Berlingerode gehörte im frühen Mittelalter zur Mark Duderstadt, wo das Stift Quedlinburg reich begütert war, sowie die Grafen von Reinstein und Blankenburg, die Grafen von Lauterberg und Scharzfeld. Diese belehnten dann lokale Adlige mit Gütern und Ortschaften. Wie der Burgbezirk Westernhagen als südlicher Teil der Mark und das spätere Gericht Westernhagen ab dem 15. Jahrhundert an die Kurmainzer Erzbischöfe gelangte, ist nicht genau geklärt.
Die Adelsfamilie von Westernhagen, ursprünglich nannten sie sich nur von Hagen, war nicht nur auf ihrer Stammburg Burg Westernhagen sesshaft, sondern Familienmitglieder ließen sich auch früh in den umliegenden Orten nieder, so in Berlingerode und in Teistungen. Vermutlich bereits zur Zeit der Errichtung der Burg Westernhagen, waren sie in Berlingerode begütert, die Hägerburg war wohl die älteste Anlage im Dorf.
Ende des 13. Jahrhunderts wird eine Bruno von Berlingerode erwähnt, der 1288 Burgmann auf der Burg Gleichenstein war. Ob es sich dabei um eine ortsansässige Adelsfamilie gehandelt hat oder um einen Familienzweig derer von Westernhagen, ist nicht bekannt. Das Wappen derer von Berlingerode soll wie bei den Westernhagen einen springenden Leoparden zeigen. Auf welchen Gut die Familie saß, ist nicht bekannt.

## Güter

### Hägerburg
In der südöstlichen Dorflage an der Mündung des kleinen Sautalgraben in den Finkgraben existierte bis in jüngste Zeit eine quadratische, etwa 60 m Seitenlänge besitzenden Hofanlage, Befestigungsreste waren aber nicht mehr nachweisbar.
Die ursprüngliche Hägerburg (oder Burg derer von Hagen) war eine hochmittelalterliche Anlage. Vermutlich handelte es sich dabei nicht um eine klassische Burg, sondern um einen befestigten Herrenhof, wo ein Zweig der Familie von Hagen wohnte. Sie stand eng mit der Burg Westernhagen in Zusammenhang, möglicherweise beziehen sich einige schriftliche Erwähnungen zu Westernhagen auch auf diesen Ort.
In einem Lehnsbrief der Grafen von Blankenburg-Reinstein-Regenstein werden außer der Burg und dem Dorf Westernhagen auch das Vorwerk Hägerburg genannt. Als Vorwerk war sie ein vorgeschobenes Verteidigungswerk der Burg Westernhagen und wurde mehrfach im 14. Jahrhundert erwähnt. Während des Bauernkrieges wurde die Hägerburg 1525 zerstört.
1562 wurde ein zweigeschossiges Herrenhaus in Fachwerkbauweise errichtet, wie die Initialen „–v.W.1562“ an einem Fenster zeigten. Wilhelm von Westernhagen war der damalige Besitzer der Hägerburg. Im 16. Jahrhundert entstand der Burgstamm derer von Westernhagen. Die Familie verkaufte das Gut 1830 an eine Frau Vangerow, 1899 gelangte es an einen Herrn Borchardt. 1945 wurde das Gut mit 113 Hektar Land im Rahmen der Bodenreform enteignet und wenig später das Herrenhaus abgerissen. Die verbliebenen Gebäude kamen an ein staatliches Gut. Nach 1998 wurden Sanierungsmaßnahmen am verbliebenen Fachwerkgebäude durchgeführt.

### Der Wall
Ebenfalls zwischen zwei kleinen Bachläufen am südlichen Ortsrand befand sich ein mittelalterlicher Gutshof, im 16. Jahrhundert wird er als Wallhof genannt. Obwohl der Name Wall- auf eine befestigte Anlage schließen lässt, sind oberflächlich keine Hinweise auf Befestigungsanlagen bekannt. Beim Bau der jetzigen Kirche von Berlingerode wurden Befestigungsanlagen gefunden, die dem >Wall<; so die vormalige Bezeichnung; zuzuordnen waren. Die Lage zwischen den beiden Bachläufen Hungerbergsgraben und Finkgraben deuten auf eine Wasserburg. Dieser Hof war der Sitz das Wallstammes, einem Familienzweig derer von Westernhagen.

### Mittelhof
Nachdem das alte Gut häufig die Besitzer wechselte und aufgegeben wurde, errichtete Johann Kyrion südwestlich von Berlingerode am Pfaffenteichgraben den neuen Mittelhof. Es bestand aus einem Herrenhaus und angrenzenden Wirtschaftsgebäuden. 1945 wurde das Gut mit etwa 137 Hektar Land enteignet. Es wurde vorübergehend als Schule für Landwirtschaft genutzt und ab 1959 als Unterkunft der Grenzsoldaten und 1963 als Grenzbataillonsstab. 1987 wurde das Herrenhaus abgerissen und 10 Jahre später die Stallungen.

### Rothe Hof
Ursprünglich auch im Besitz der Familie von Westernhagen, wurde darin um 1900 ein adliges Fräuleinstift eröffnet. 1970 wurden die Gebäude abgerissen und anschließend die neue Schule errichtet.

### Junkerhof
Der Junkerhof oder auch Freier Hof gehörte 1526 dem Junker Jobst Gieseler von Westernhagen. Vor 1900 beherbergte es ebenfalls ein adliges Fräuleinstift. Der Gutshof wurde noch lange als Wohnhaus genutzt, bevor er um 1980 abgerissen wurde.